# 武行德
武行德（908年—979年），中国武将，历仕后唐、后晋、后汉、后周、北宋。

## 生平
武行德是并州榆次县人，身长九尺余，材貌奇伟，家境贫穷，常砍柴贩卖养家。后唐河东节度使石敬瑭一次闲暇时在郊外打猎，正值武行德在道路左边背柴趋步拱手，石敬瑭见其魁岸，背的柴又异常多，令力士举之，都不能举，认为武行德是奇人，于是将其留在帐下。
后来石敬瑭建立后晋。天福初年，授武行德奉国都头，迁指挥使，改控鹤指挥使、宁国军都虞候。开运四年（947年），辽朝灭后晋，进入晋都汴京，时任奉国指挥使武行德被擒，假意请求效命辽朝。辽朝相信了他，三月，准备了数十艘载铠甲的船，令武行德率数百十将校军卒送回本国。武行德从汴水到河阳，对诸将说：“我辈受国厚恩，而受制于契丹（辽朝），与其离乡井、投边塞，为异域之鬼，何如与诸君驱逐凶党，共守河阳，姑且待契丹兵退，观察谁是天命所属再归顺他，建功业，定祸乱，以图富贵，可以吗？”众人素来服其威名，都说：“愿效死命”。于是武行德率弩手都头张晖等将士当即杀了辽朝监使，分授器甲，由汜水倍道而行到河阳。辽朝所任的河阳节度使崔廷勋正出兵送新任昭义节度使耿崇美去潞州，武行德乘虚而入，崔廷勋出兵来拒，武行德麾众迎战，从白天死战到中午，崔廷勋大败，弃城逃到怀州。武行德于是据有河阳，尽以府库分给将士，众人因而推武行德知州事。武行德以张晖为弩手指挥使。时辽兵尚多，武行德激励士卒，修缮甲兵，据上游，士气越发高涨，人望归之。
后来武行德听闻河东节度使刘知远起兵建立后汉，就自称河阳都部署，遣其弟武行友走小道奉蜡表劝进。辽朝任自己所任的遥领武定军节度使方太为洛阳巡检，方太到郑州，被郑州戍兵所迫自立为郑王，逃跑，戍兵反而向辽朝诬陷方太，方太无法自明清白，趁乱占据河南府，想归顺刘知远。武行德派人诱他：“我是裨校，公以前镇此地（开运二年（945年）方太曾任河阳留后），今我虚位相待。”方太相信了，到河阳，为武行德所杀。刘知远本已任北京随使、左都押衙刘铢为河阳节度使，刘铢尚未赴任；武行友到河东军部太原，刘知远览武行德奏，很高兴，即授武行德河阳三城节度、检校太尉，充一行马步军都部署。五月，崔廷勋、耿崇美、奚王拽剌合兵反攻，进逼河阳，嵩山贼帅张遇率众数千救河阳，战于南阪，败死。武行德出战，也败，闭城自守。拽剌欲攻城，崔廷勋认为辽军已退，得河阳无用，又听闻刘知远部将忠武军节度使史弘肇已得泽州，就放弃围攻河阳，退回怀州，武行德令张晖引军前往怀州，崔廷勋等最终向北遁去，张晖于是领怀州军。武行德遣人迎史弘肇，史弘肇率众南下与武行德合兵。辽朝所任宣武军节度使萧翰撤军前，在汴京立后唐明宗子许王李从益为帝。刘知远已亲自从太原前来，李从益遣使召归德军节度使高行周和武行德，想委以军事共同阻拦刘知远，但二人都没来，反而奏报刘知远，刘知远怒。李从益及其部下群臣知道自己不能成事，于是称梁王、知军国事，遣使奉表称臣迎刘知远，自己回家。刘知远由晋州、绛州到洛阳，武行德在境上迎候，以所部兵护卫他到汴京，再回河阳。刘知远到汴京，密令杀李从益。闰七月，加武行德阶爵。
后汉隐帝乾祐元年（948年）三月，加武行德检校太尉、同平章事，六月，移真定尹、成德军节度使。二年（949年）九月，加检校太师。任内见牙将曹彬端庄纯正，指着左右说：“这是远大之器，非常人。”三年（950年）三月，武行德为庆贺隐帝生日嘉庆节而入朝，获进邑封。后周广顺元年（951年）正月，加兼侍中，三月改忠武军节度使，八月迁河南尹、西京留守。当时禁止盐入城，违犯者判死刑，告发者得厚赏。洛阳民家有老妪将要入城卖蔬菜，不久有和尚向其买蔬菜，翻看装菜的竹筐，秘密将盐放在其中，稍微问了价钱，不买而去。老妪持蔬菜入城，守关者搜出盐，将她抓到府中。武行德见装盐的布不像村妇所有之物，怀疑、诘问，老妪说：“刚才有和尚在城外买蔬菜，取去看了很久离开了。”武行德就捕捉和尚讯问，承认与守关吏同诬老妪以希得赏赐。武行德释放老妪，斩和尚及守关吏数人。人们畏武行德若神明，部下凛然。三年（953年），丁母忧，后起复。
显德元年（954年）正月，加开府，进封谯国公。后周世宗即位，七月，武行德兼中书令。周世宗见洛阳城头有缺，令修葺，武行德率部民万余人修好了城，封邢国公。秋季，代王晏为武宁军节度使，与王晏互换。之前，唐末割据淮南的杨行密家族从甬桥东南决汴水。二年（955年）十一月，后周议将南征，遣武行德率所部丁壮于古堤疏导汴水，东达泗上。三年（956年），世宗亲征南唐，四月，以武行德为濠州行营都部署，在濠州境破唐军二千余人。不久奉命率师屯定远，逼其城。唐将濠州都监郭廷谓募壮士装作小贩进入定远，侦察周军人数及守将之名，回报是武行德、周务勍，郭廷谓说：“这可图啊。”于是集合万余乡兵和自己的五千军卒，日夜训练，五月，依山衔枚设伏，破武行德，周军大溃，死者数百人，武行德单骑逃跑，七月，贬授左卫上将军。五年（958年），参与攻克淮南，五月，复授保大军节度使兼中书令。六年（960年）后周恭帝嗣位，八月，武行德进封宋国公。
北宋初，加中书令，进封韩国公，再授忠武军节度使，改封魏国公。乾德二年（964年）冬，移镇安远军节度使，加开府仪同三司。开宝二年（969年）十月，宋太祖在后苑宴请凤翔节度使王彦超及武行德等节度使，酒酣，从容说他们都是国家宿将，久在藩镇，事务繁忙，不符合自己优待贤才的意图，暗示他们放弃节度使之职。王彦超立即表示辞职，而武行德等则竞相自陈攻战履历艰苦，宋太祖说：“这是异代之事，何足论！”以武行德为太子太傅，当时被宴请的节度使们都被罢免而改任了其他官职。时议因此称许王彦超。三年（970年）二月，太祖设宴广政殿，武行德、王彦超等醉酒失仪，被御史弹劾，有诏免罪。太平兴国三年（978年），武行德以本官致仕。四年（979年）卒，年七十二，赠太师。
后来宋钦宗靖康元年（1126年）采纳御史中丞陈过庭之言，学习宋太祖开宝设宴的办法罢免了一些节度使。

## 评价
- 《宋史》谕曰：武行德守洛邑，辩究欺罔，民用畏服，顾不优于诸人耶？[1]